# Caloptilia rhodinella
Caloptilia rhodinella är en fjärilsart som först beskrevs av Herrich-Schäffer 1855.  Caloptilia rhodinella ingår i släktet Caloptilia och familjen styltmalar.
Artens utbredningsområde är:
- Albanien.
- Österrike.
- Tyskland.
- Ungern.
- Italien.
- Rumänien.
- Schweiz.
- Turkiet.
- Kroatien.
- Serbien.

Inga underarter finns listade i Catalogue of Life.